# Il nano
Il nano è un romanzo storico scritto nel 1944 dello scrittore Pär Fabian Lagerkvist, premio Nobel nel 1951.
Il nano si inserisce nel filone letterario scandinavo definito beredskapslitteratur (cioè: "letteratura di mobilitazione"): quell'insieme di opere letterarie che, negli anni trenta e quaranta, contribuì a denunciare l'avvento del pericolo nazista e il dramma della seconda guerra mondiale.

## Trama
Il nano è una figura cattiva che lavora per il nobile Leone. Il nano si distanzia dall'umanità che considera sporca e cerca di distinguersi dagli altri nani attraverso un malvagio comportamento. 
Leone è sposato con Teodora e hanno una figlia, Angelica. Teodora però tradisce Leone con don Riccardo. Inoltre Angelica ha una relazione con Giovanni, il figlio di Lodovico Montanza, che è l'arcinemico di Leone.
Quando Mastro Bernardo, un artista che visita la corte, vuole studiare il suo corpo e il nano deve essere nudo, così che Bernardo può descriverlo bene, ma il nano si vergogna e prova a colpire col suo pugnale Bernardo. Ma è un nano piccolo, non ha molta forza e viene disarmato subito.
Un altro inutile tentativo di usare la forza avviene quando il nano sogna di andare in mezzo alla guerra per il godimento di uccidere le persone, ma è fermato per la sua piccola statura.
Quando la guerra è finita, il nano continua i suoi piani malvagi. Alla festa di pace gli viene data la missione di avvelenare i nemici. Inoltre don Riccardo, l'amante di Teodora, assaggia il vino avvelenato, e il piano del nano ha successo. 
Don Riccardo muore e Teodora va in depressione. Quando il nano frusta Teodora fino alla morte, finisce in prigione. Nonostante la sua ricerca senza fine di essere superiori agli uomini e agli altri nani, rimane alla fine solo un nano senza potere.

## Edizioni
- Prima edizione originale:  Pär Lagerkvist, Dvärgen, Stoccolma, Bonnier, 1944.
- Prima edizione italiana:  Pär Lagerkvist, Il nano, a cura di Clemente Giannini, Gherardo Casini editore, 1953.
- Edizione italiana attuale[2]:  Pär Lagerkvist, Il nano, Iperborea, 1991.
- Edizione I Classici del romanzo storico:  Pär Lagerkvist, Il nano, Fabbri Editori, 2005.